# Helina setiventris
Helina setiventris este o specie de muște din genul Helina, familia Muscidae, descrisă de Ringdahl în anul 1924. Conform Catalogue of Life specia Helina setiventris nu are subspecii cunoscute.